# Theodora von Hessen-Darmstadt

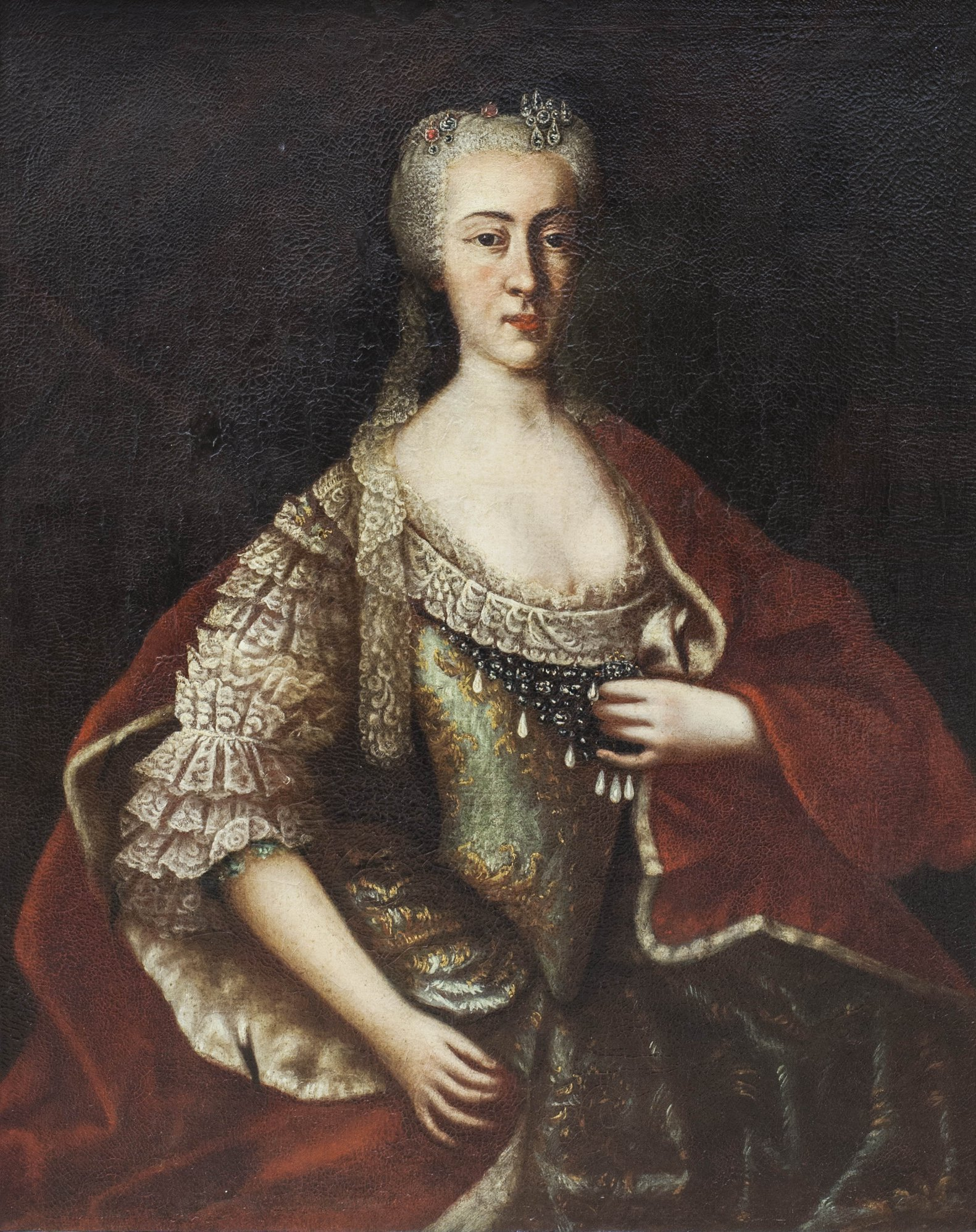
Prinzessin Theodora von Hessen-Darmstadt, Herzogin von Guastalla

Maria Theodora von Hessen-Darmstadt (* 6. Februar 1706 in Wien; † 23. Januar 1784 in Parma) war eine deutsche Prinzessin aus dem Haus Hessen und durch Heirat Herzogin von Guastalla.

## Leben

### Herkunft und Familie
Theodora von Hessen-Darmstadt war eine Tochter des kaiserlichen Feldmarschalls Philipp von Hessen-Darmstadt (1671–1736) und dessen Ehefrau Marie Therese Prinzessin von Croÿ (1673–1714, Tochter des Ferdinand François Joseph, Herzog von Havré).
Zwei ihrer Brüder verstarben im frühen Kindesalter. Joseph (1699―1768) war Fürstbischof von Augsburg und Leopold (1708–1764) kaiserlicher Feldmarschall.

### Wirken
Am 4. Dezember 1726 verlobte sie sich mit dem Herzog von Guastalla sowie Fürsten von Sabbioneta und Bozzolo Antonio Ferrante Gonzaga (1687–1729) und heiratete ihn am 29. Juli 1727 in Darmstadt.
Dessen ältere Schwester Eleonora war, nachdem sie Witwe des Ex-Kardinals Francesco Maria de’ Medici († 1711) geworden war, über 10 Jahre mit Theodoras verwitwetem Vater verlobt. Als der Herzog Antonio 1729 kinderlos verstarb, fiel das Herzogtum Guastalla an seinen jüngeren Bruder.
Theodora, 23-jährig bereits Witwe, wurde Kanonissin und Sternkreuzdame im hochadeligen Damenstift Thorn bei Roermond.

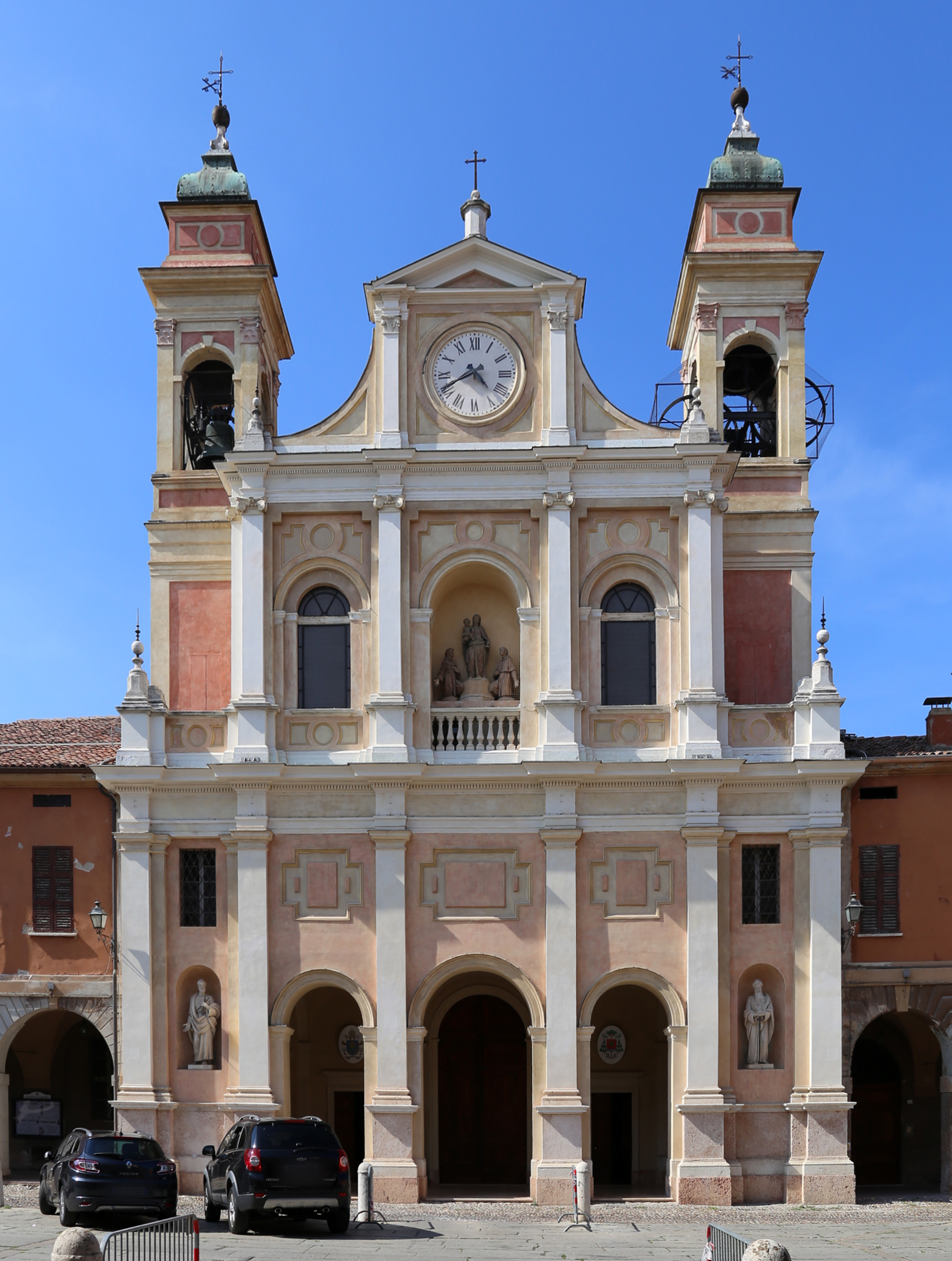
Konkathedrale Santi Pietro e Paolo in Guastalla, Begräbnisort der Theodora von Hessen-Darmstadt

Sie lebte auch längere Zeit mit ihren Bediensteten in der Augsburger Residenz ihres Bruders Joseph
und fand ihre letzte Ruhestätte in der Konkathedrale Santi Pietro e Paolo in Guastalla.